# Evezés az 1968. évi nyári olimpiai játékokon
Az 1968. évi nyári olimpiai játékokon az evezésben hét versenyszámban osztottak érmeket.

## Éremtáblázat
(A rendező ország csapata eltérő háttérszínnel, az egyes számoszlopok legmagasabb értéke, vagy értékei vastagítással kiemelve.)
| Az 1968. évi nyári olimpiai játékok éremtáblázata evezésben | Az 1968. évi nyári olimpiai játékok éremtáblázata evezésben | Az 1968. évi nyári olimpiai játékok éremtáblázata evezésben | Az 1968. évi nyári olimpiai játékok éremtáblázata evezésben | Az 1968. évi nyári olimpiai játékok éremtáblázata evezésben | Olimpia  |
| ----------------------------------------------------------- | ----------------------------------------------------------- | ----------------------------------------------------------- | ----------------------------------------------------------- | ----------------------------------------------------------- | -------- |
|                                                             | Ország                                                      | Arany                                                       | Ezüst                                                       | Bronz                                                       | Összesen |
| 1.                                                          | NDK (GDR)                                                   | 2                                                           | 1                                                           | 0                                                           | 3        |
| 2.                                                          | Hollandia (NED)                                             | 1                                                           | 2                                                           | 0                                                           | 3        |
| 3.                                                          | NSZK (FRG)                                                  | 1                                                           | 1                                                           | 0                                                           | 2        |
| 4.                                                          | Olaszország (ITA)                                           | 1                                                           | 0                                                           | 1                                                           | 2        |
| 4.                                                          | Szovjetunió (URS)                                           | 1                                                           | 0                                                           | 1                                                           | 2        |
| 6.                                                          | Új-Zéland (NZL)                                             | 1                                                           | 0                                                           | 0                                                           | 1        |
|                                                             |                                                             |                                                             |                                                             |                                                             |          |
| 7.                                                          | Egyesült Államok (USA)                                      | 0                                                           | 1                                                           | 1                                                           | 2        |
| 8.                                                          | Ausztrália (AUS)                                            | 0                                                           | 1                                                           | 0                                                           | 1        |
| 8.                                                          | Magyarország (HUN)                                          | 0                                                           | 1                                                           | 0                                                           | 1        |
|                                                             |                                                             |                                                             |                                                             |                                                             |          |
| 10.                                                         | Dánia (DEN)                                                 | 0                                                           | 0                                                           | 2                                                           | 2        |
| 11.                                                         | Argentína (ARG)                                             | 0                                                           | 0                                                           | 1                                                           | 1        |
| 11.                                                         | Svájc (SUI)                                                 | 0                                                           | 0                                                           | 1                                                           | 1        |
|                                                             |                                                             |                                                             |                                                             |                                                             |          |
| Összesen                                                    | Összesen                                                    | 7                                                           | 7                                                           | 7                                                           | 21       |

## Érmesek
| Az 1968. évi nyári olimpiai játékok érmesei evezésben | | | |
| Versenyszám                                           | Arany | Ezüst | Bronz |
| Egypárevezős                                          | Henri Jan Wienese · Hollandia (NED) | Jochen Meißner · NSZK (FRG) | Alberto Demiddi · Argentína (ARG) |
| Kétpárevezős                                          | Szovjetunió (URS) · Anatolij Szassz · Alekszandr Tyimosinyin | Hollandia (NED) · Henricus Droog · Leendert van Dis | Egyesült Államok (USA) · John Nunn · William Maher |
| Kormányos nélküli kettes                              | NDK (GDR) · Jörg Lucke · Heinz-Jürgen Bothe | Egyesült Államok (USA) · Lawrence Hugh · Philip Johnson                                                                                                   | Dánia (DEN) · Peter Fich Christiansen · Ivan Larsen |
| Kormányos kettes                                      | Olaszország (ITA) · Primo Baran · Renzo Sambo · Bruno Cipolla | Hollandia (NED) · Herman Suselbeek · Hadriaan van Nes · Roderick Rijnders                                                                                 | Dánia (DEN) · Jørn Krab · Harry Jørgensen · Preben Krab |
| Kormányos nélküli négyes                              | NDK (GDR) · Frank Forberger · Frank Rühle · Dieter Grahn · Dieter Schubert | Magyarország (HUN) · Melis Zoltán · Csermely József · Sarlós György · Melis Antal                                                                         | Olaszország (ITA) · Renato Bosatta · Pier Conti Manzini · Tullio Baraglia · Abramo Albini |
| Kormányos négyes                                      | Új-Zéland (NZL) · Dick Joyce · Ross Collinge · Dudley Storey · Warren Cole · Simon Dickie                                                                                              | NDK (GDR) · Peter Kremtz · Manfred Gelpke · Roland Göhler · Klaus Jacob · Dieter Semetzky                                                                 | Svájc (SUI) · Denis Oswald · Peter Bolliger · Hugo Waser · Jakob Grob · Gottlieb Fröhlich |
| Nyolcas                                               | NSZK (FRG) · Horts Mayer · Wolfgang Hottenrott · Dirk Schreyer · Egbert Hirschfelder · Rüdiger Henning · Jörg Siebert · Lutz Ulbricht · Nikolaus Ott · Günther Thiersch · Roland Böse* | Ausztrália (AUS) · Alfred Duval · David Douglas · Michael Morgan · John Ranch · Joseph Fazio · Gary Pearce · Peter Dickson · Robert Shirlaw · Alan Grover | Szovjetunió (URS) · Zigmas Jukna · Alekszandr Martiskin · Antanas Bagdonavičius · Vytautas Briedis · Vlagyimir Szterlik · Valentyin Kravcsuk · Juozas Jagelavičius · Viktor Szuszlin · Jurij Lorencszon |

* - a versenyző a döntőben nem vett részt